# Zalman Ben Ja'akov
Zalman Ben Ja'akov (hebrejsky: זלמן בן-יעקב, rodným jménem Zalman Jankelevič, 'זלמן ינקלביץ, žil 1897 – 2. března 1959) byl izraelský rabín, politik a poslanec Knesetu za strany Agudat Jisra'el, Chazit datit Toratit a Agudat Jisra'el-Po'alej Agudat Jisra'el.

## Biografie
Narodil se ve městě Sieradz v tehdejší Ruské říši (dnes Polsko). Absolvoval ješivu. V roce 1935 přesídlil do dnešního Izraele.

## Politická dráha
Byl jedním ze zakladatelů hnutí Agudat Jisra'el v Polsku a později i hnutí Po'alej Agudat Jisra'el. Učil na ultraortodoxní židovské škole. Vedl náboženský ústav v Tel Avivu a Haifě. V rámci ultraortodoxního školství v Izraeli působil jako vrchní školský inspektor.
V izraelském parlamentu zasedl poprvé po volbách v roce 1951, kdy kandidoval za Agudat Jisra'el. Mandát získal až dodatečně, v červnu 1953, jako náhradník. Byl členem parlamentního výboru pro veřejné služby, výboru House Committee a výboru pro vzdělávání a kulturu. Znovu se v Knesetu objevil po volbách v roce 1955, kdy kandidoval za střechovou kandidátní listinu Chazit datit Toratit. Ta se v průběhu funkčního období přejmenovala na Agudat Jisra'el-Po'alej Agudat Jisra'el. Byl členem výboru pro ústavu, právo a spravedlnost, výboru House Committee a výboru pro vzdělávání a kulturu. Zemřel během funkčního období. Jeho poslanecké křeslo zaujal Šlomo Ja'akov Gross.